# Uyea (Unst)

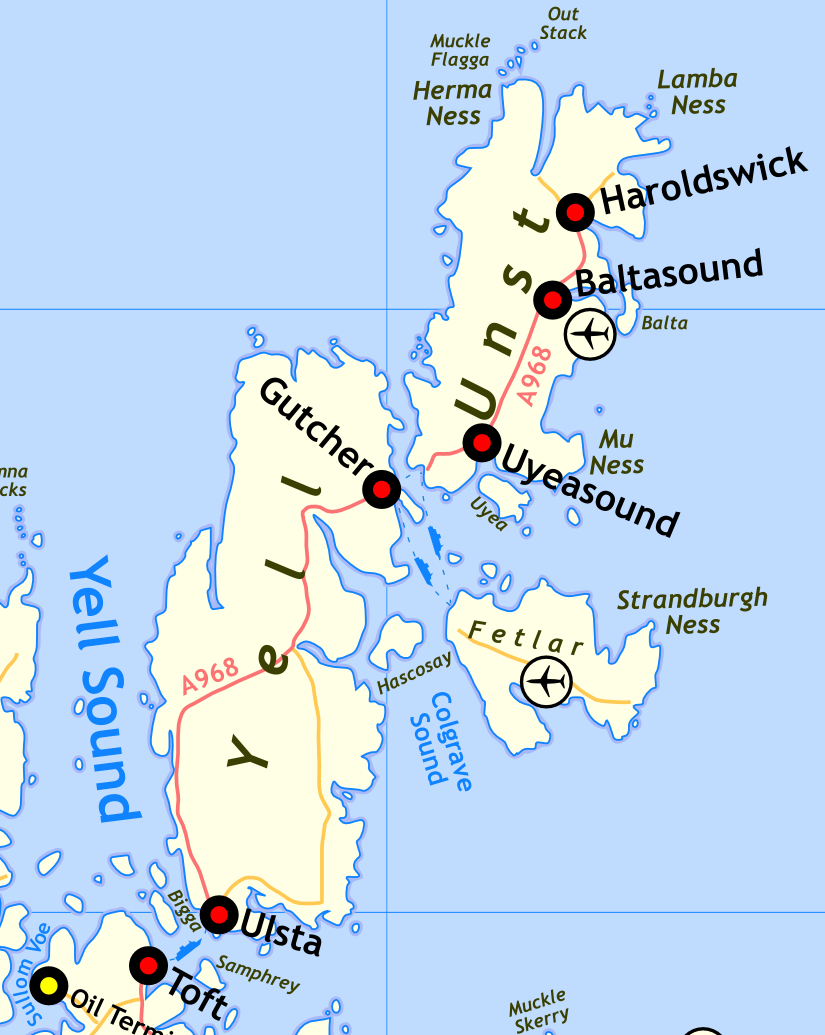
Ueya am Uyeasound

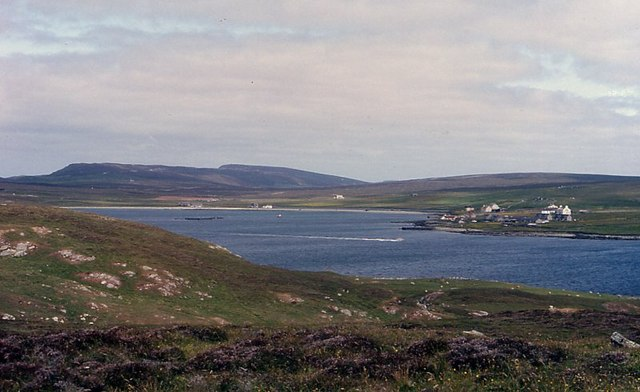
Blick von Ueya auf Uyeasound

Uyea ist eine zu den Shetlands in Schottland gehörige, 205 Hektar große, früher bewohnte Insel. Sie liegt südlich vor der Insel Unst und dem Ort Uyeasound in der Nordsee und gehört zur Civil parish Unst. 
Zum Zensus 1871 bzw. 1881 wurden 9 bzw. 5 Bewohner auf Uyea gezählt.
Der schottische Politiker Basil Neven-Spence (1888–1974) bewohnte ein Anwesen auf der Insel.
Uyea ist nicht zu verwechseln mit der gleichnamigen Insel an der Nordküste von Mainland, auf der sich der neolithische Steinbruch Beorgs von Uyea befindet.